# آشپزی نپالی

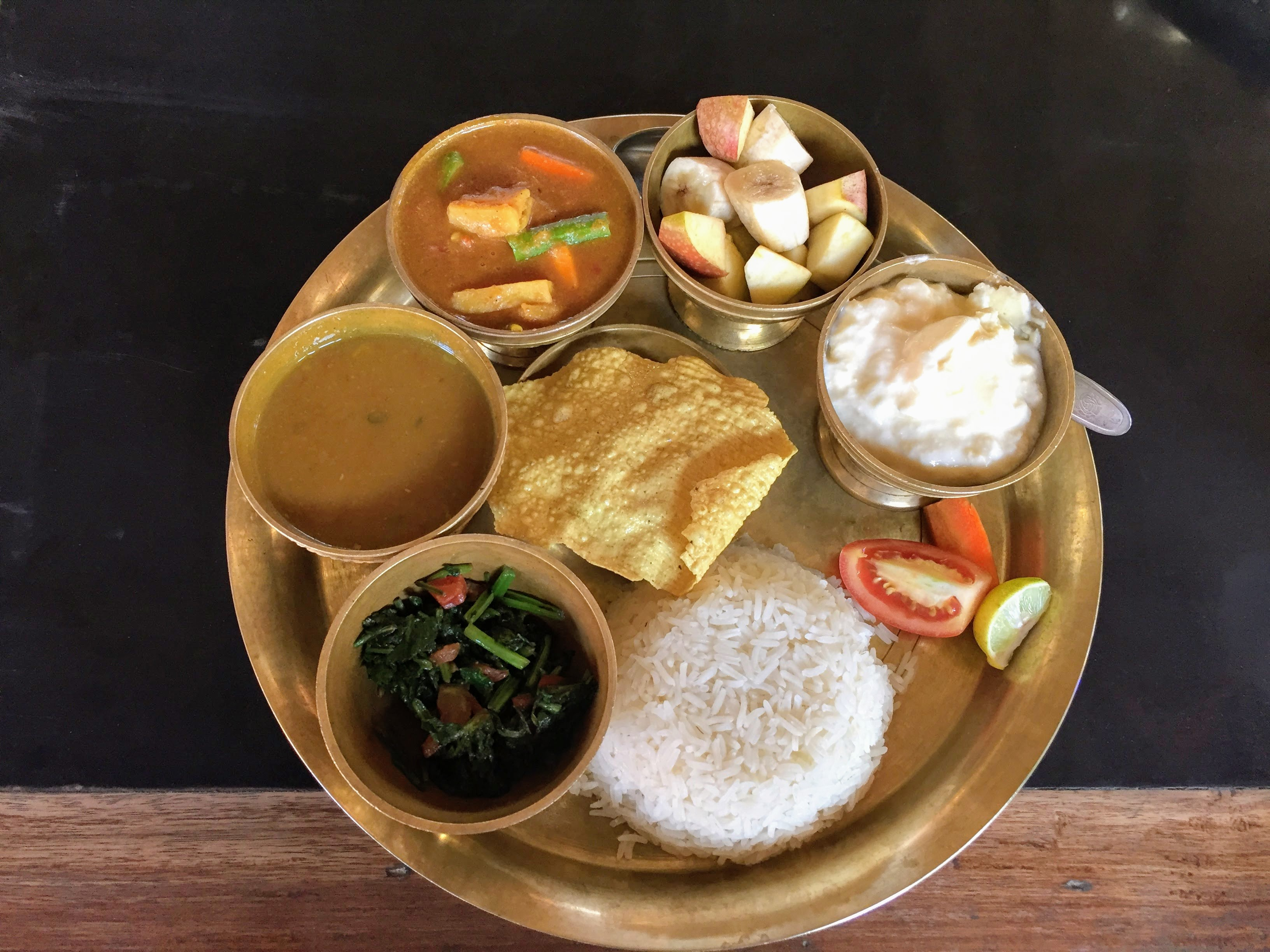
دال-بات-ترکاری

آشپزی نپالی شامل انواع غذاهای متناسب با قومیت، خاک و آب و هوا مربوط به تنوع فرهنگی و جغرافیایی نپال است. دال بات (نپالی: दाल भात तरकारी) در سراسر نپال خورده می‌شود. دال یک سوپ ساخته شده از عدس و ادویه جات ترشی، برنج و کاری سبزی است. چاشنی‌ها چاشنی‌ها معمولاً مقادیر کمی ترشی ادویه دار هستند که می‌توانند تازه یا تخمیر شوند (به‌طور عمده از اسفناج خشک به نام "gundruk ko achar") و تربچه معروف به "mula ko achar"، و تعداد قابل توجهی از انواع آنها وجود دارد.
مومو کوفته‌ای به سبک نپالی است که با گوشت چرخ کرده در خمیر آرد پر می‌شود، به اشکال مختلف ساخته می‌شود و سپس بخارپز می‌شود. این غذا یکی از محبوب‌ترین غذاها در نپال و مناطق سیکیم، دارجیلینگ و کالیمپونگ در هند است که نپالی‌های در آن حضور دارند. مومو در ابتدا با گوشت گاومیش پر شده بود اما اکنون معمولاً با گوشت گاو یا مرغ و همچنین مواد غذایی گیاهی پر می‌شود. غذاهایی خاص مانند سل روتی، فینی روتی و پاتره در جشنواره‌هایی مانند تیهار خورده می‌شوند. سل روتی یک نان برنجی رولی شکل خانگی سنتی است که طعم آن شیرین است. غذاهای دیگر دارای تأثیر ترکیبی تبتی و هندی هستند.
چو مین بر پایه رشته فرنگی تفت داده شده‌است به سبک چینی در زمان مدرن غذای مورد علاقه نپالی‌ها است. این غذا یکی از محبوب‌ترین ناهارهای روزمره در خانواده‌های نپالی است.

## انواع

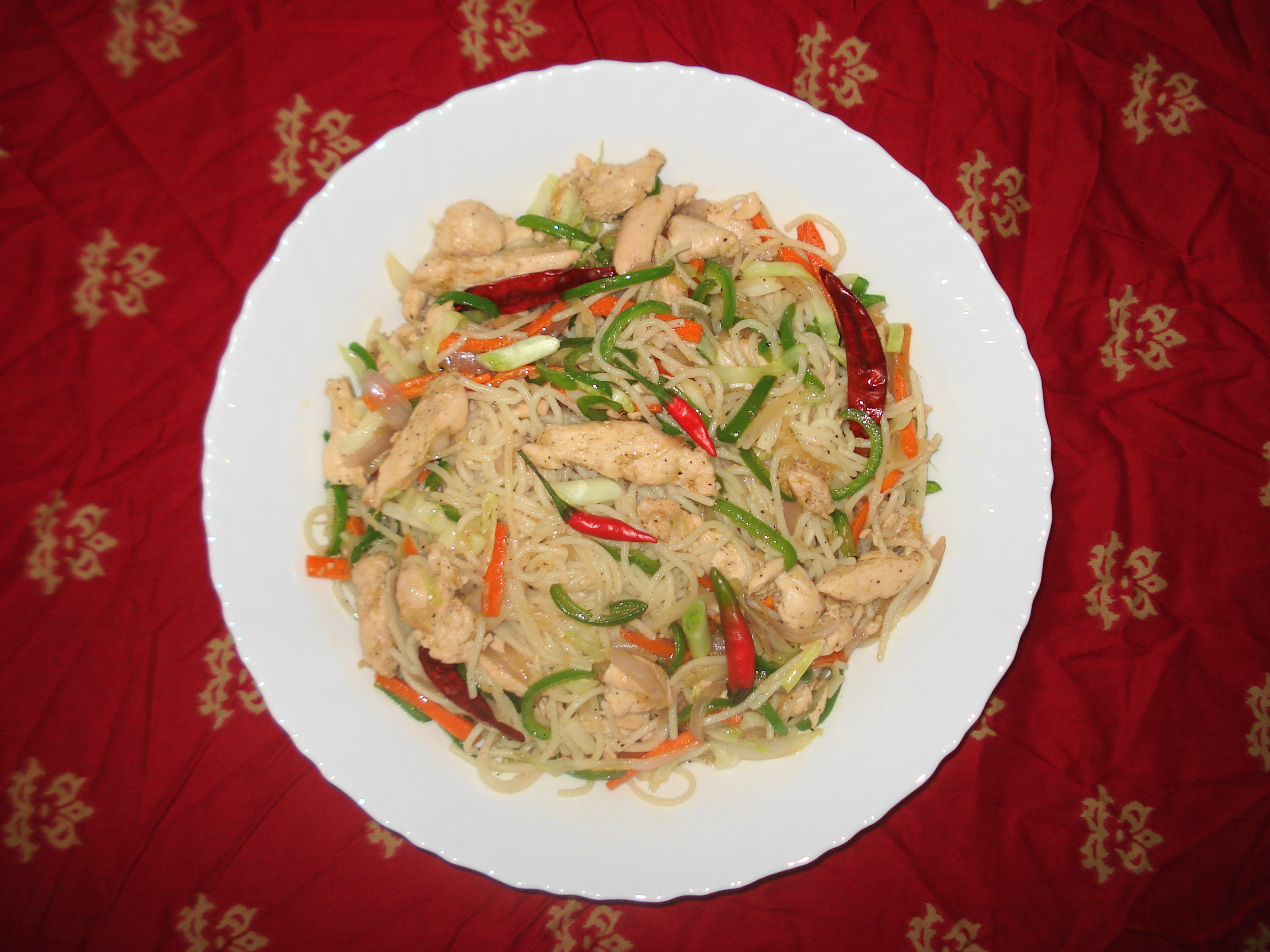
چو مین مرغ داغ به سبک نپالی

### غذاهای هیمالیایی

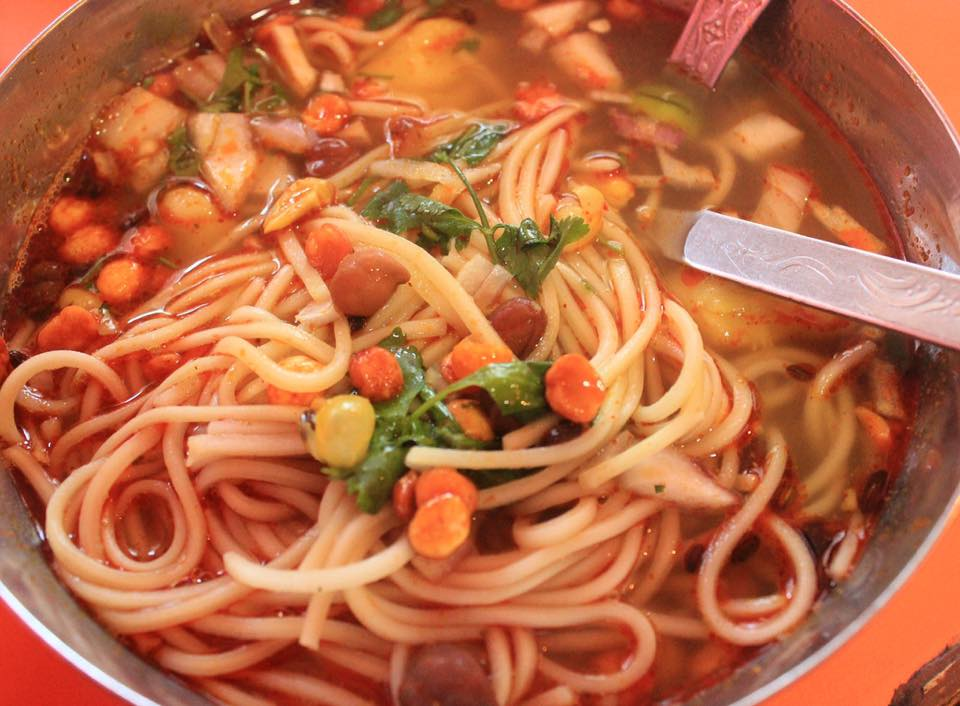
توکپای نپالی

غذاهای هیمالیایی تحت تأثیر سرزمین و فرهنگ تبت و گروه‌های قومی نزدیک به هم در هیمالیا قرار دارند. منطقه هیمالیا در مقایسه با مناطق دیگر حاصلخیز نیست. علاوه بر این، آب و هوا در طول سال سرد و همراه با بارش شدید برف همراه است. محصولات غذایی پرورش یافته در این منطقه گندم سیاه، ارزن، جو، لوبیای معمولی و برنج در ارتفاع زیاد است. سیب زمینی یکی دیگر از محصولات اصلی و غذایی مهم این مناطق است. مقادیر قابل توجهی برنج از مناطق پست وارد می‌شود.
به دلیل دمای سرد، مردم اغلب غذاهای گرم مانند سوپ، توکپا، چای و الکل‌های قوی را ترجیح می‌دهند. غلات به صورت نوشیدنی‌های الکلی ساخته می‌شوند. چای کره با مخلوط کره یا گایوه (घ्यु) / روغن حیوانی و نمک در یک نوشیدنی قوی چای درست می‌شود. این تهیه چای همچنین معمولاً با آرد تسامپا مخلوط می‌شود و نوعی فست فود درست می‌کند که مخصوصاً هنگام مسافرت خورده می‌شود.
در این منطقه گاو کوهان دار، بز هیمالیا، و گوسفند رایج هستند. مردم این حیوانات را برای گوشت، شیر، پنیر و داهی (ماست) پرورش می‌دهند.
دسترسی به بیشتر مناطق هیمالیا سخت است. به دلیل وجود ارتفاعات، وسیله حمل و نقل مناسبی وجود ندارد و ایجاد حمل و نقل جاده ای خوب یک چالش قابل توجه است. از این رو فقط برنج و برخی ادویه‌ها مانند نمک از طریق حمل و نقل هوایی یا با استفاده از حیوانات به عنوان وسیله حمل و نقل از مناطق دیگر وارد می‌شوند.
مردم این منطقه برای رژیم غذایی منظم خود از دیدو (خمیر پخته شده ارزن یا جو)، کاری سیب زمینی، مومو (کوفته)، گوشت توپکا یا بلغور گوسفند، گوشت گوسفند، شیر، توکپا یا الکل قوی مانند توگبا (آب ارزن) استفاده می‌کنند. این منطقه همچنین برنج را از مناطق دیگر وارد می‌کند و گاه به گاه از daal-bhat-tarkari استفاده می‌کند.

## نگارخانه

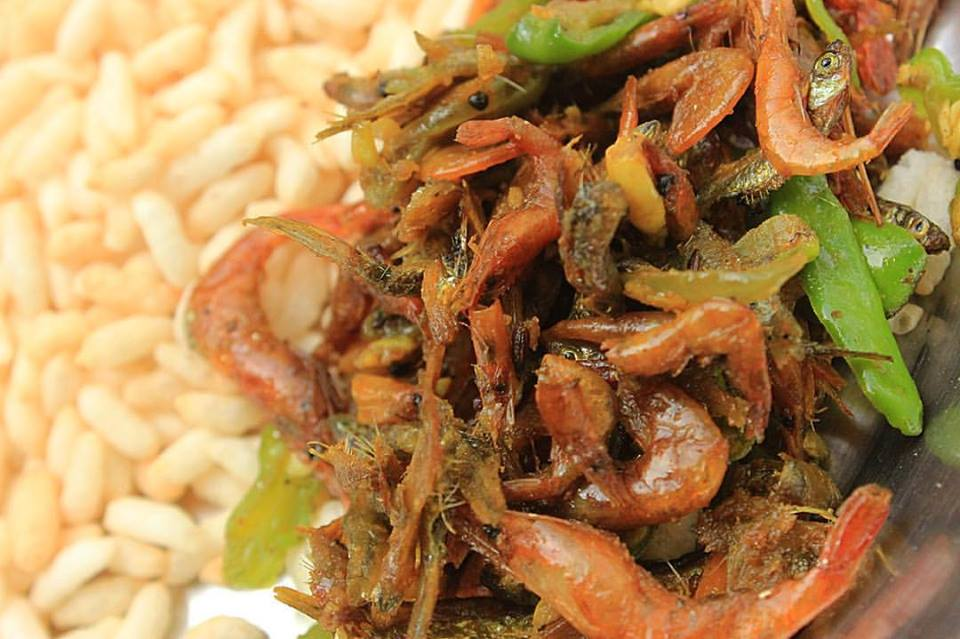
ظرف ماهی خشک
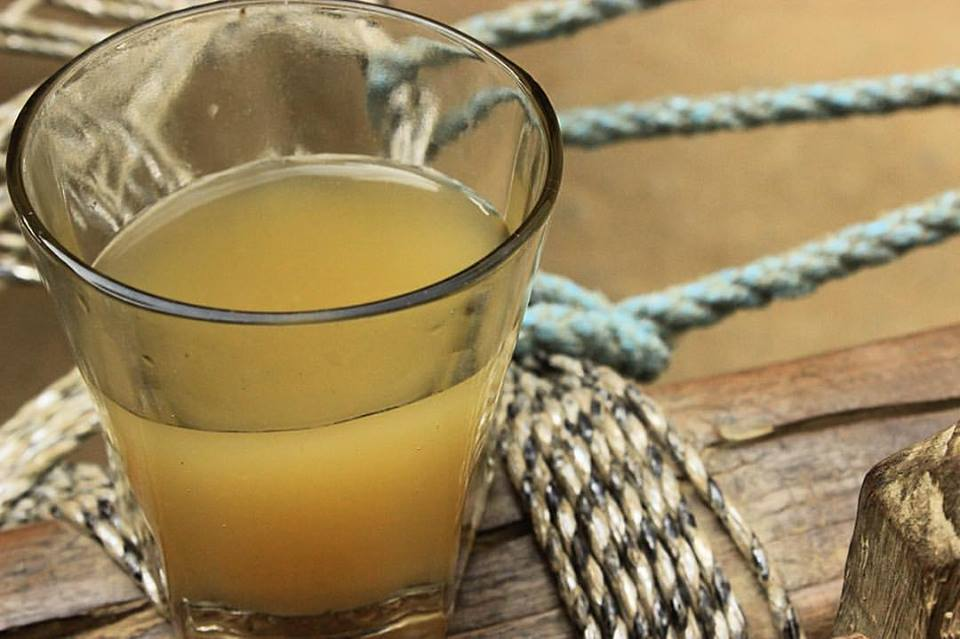
شراب برنج
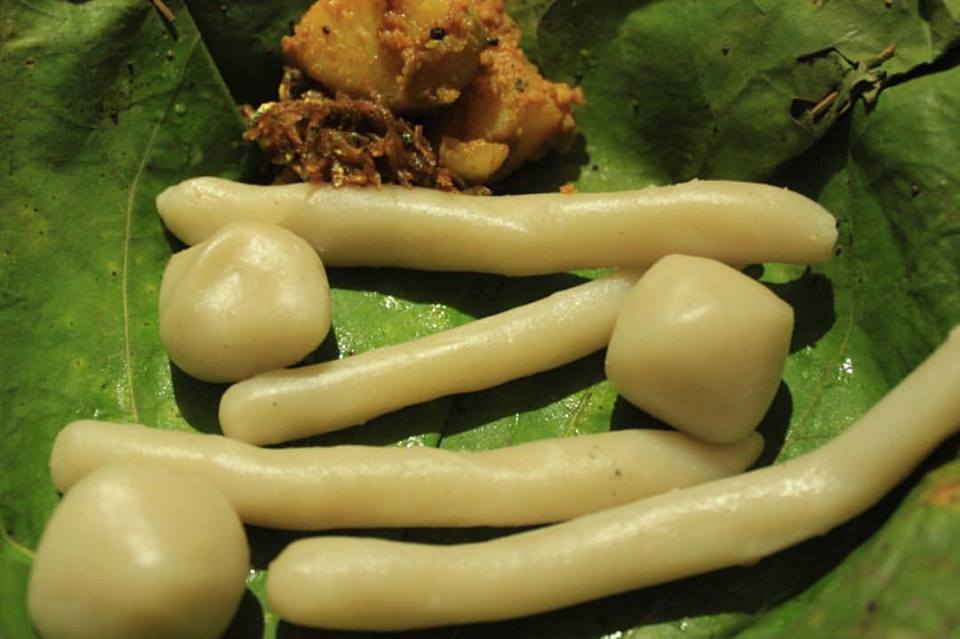
دهیکری
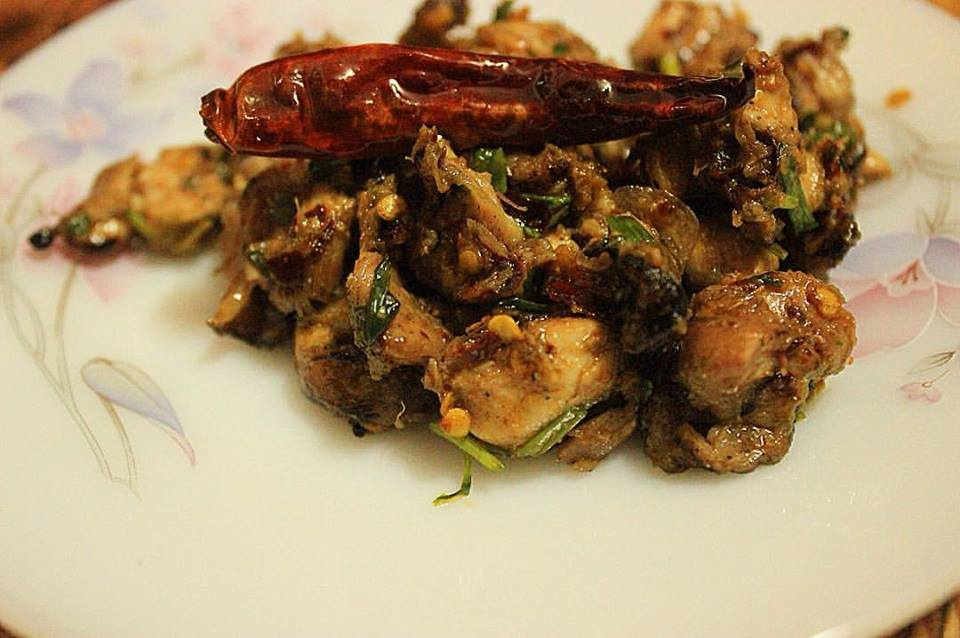
چوهلا
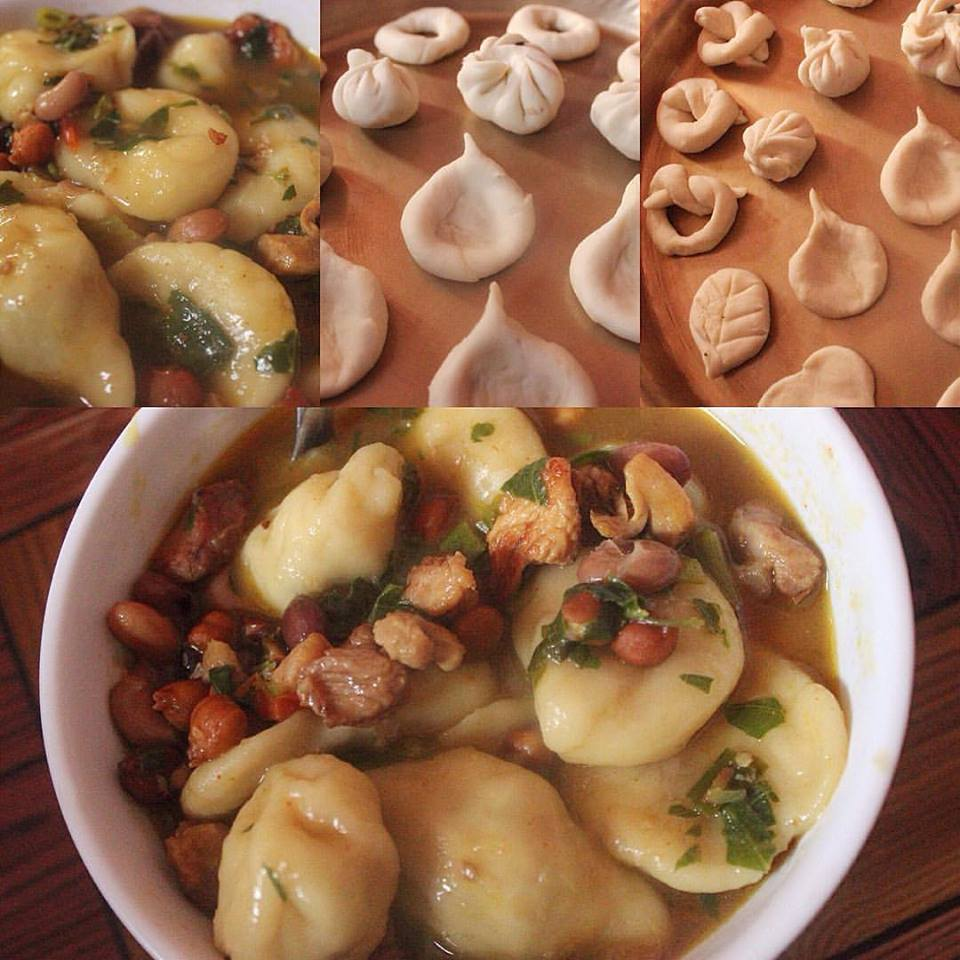
گورچا
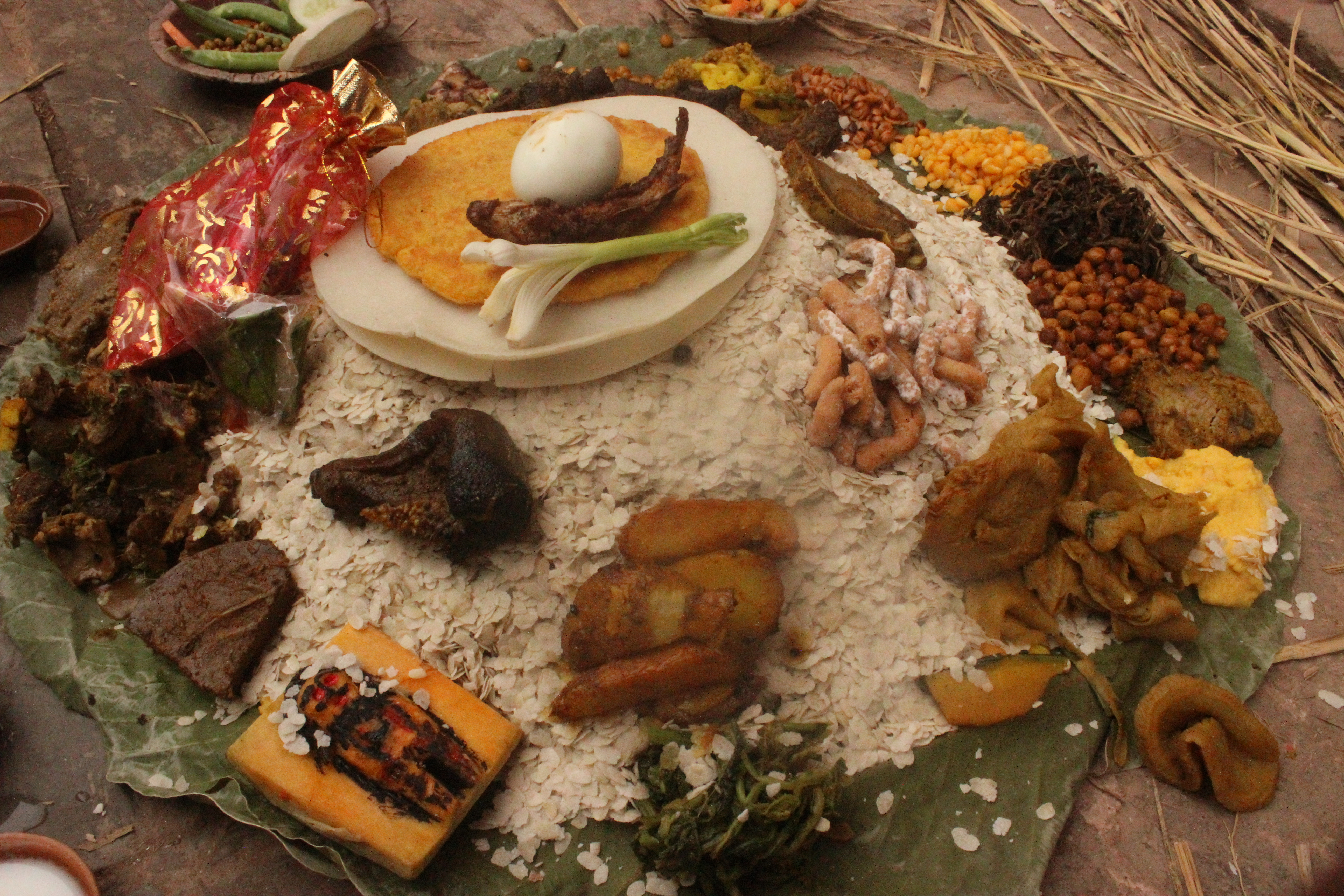
لاپت بهوی
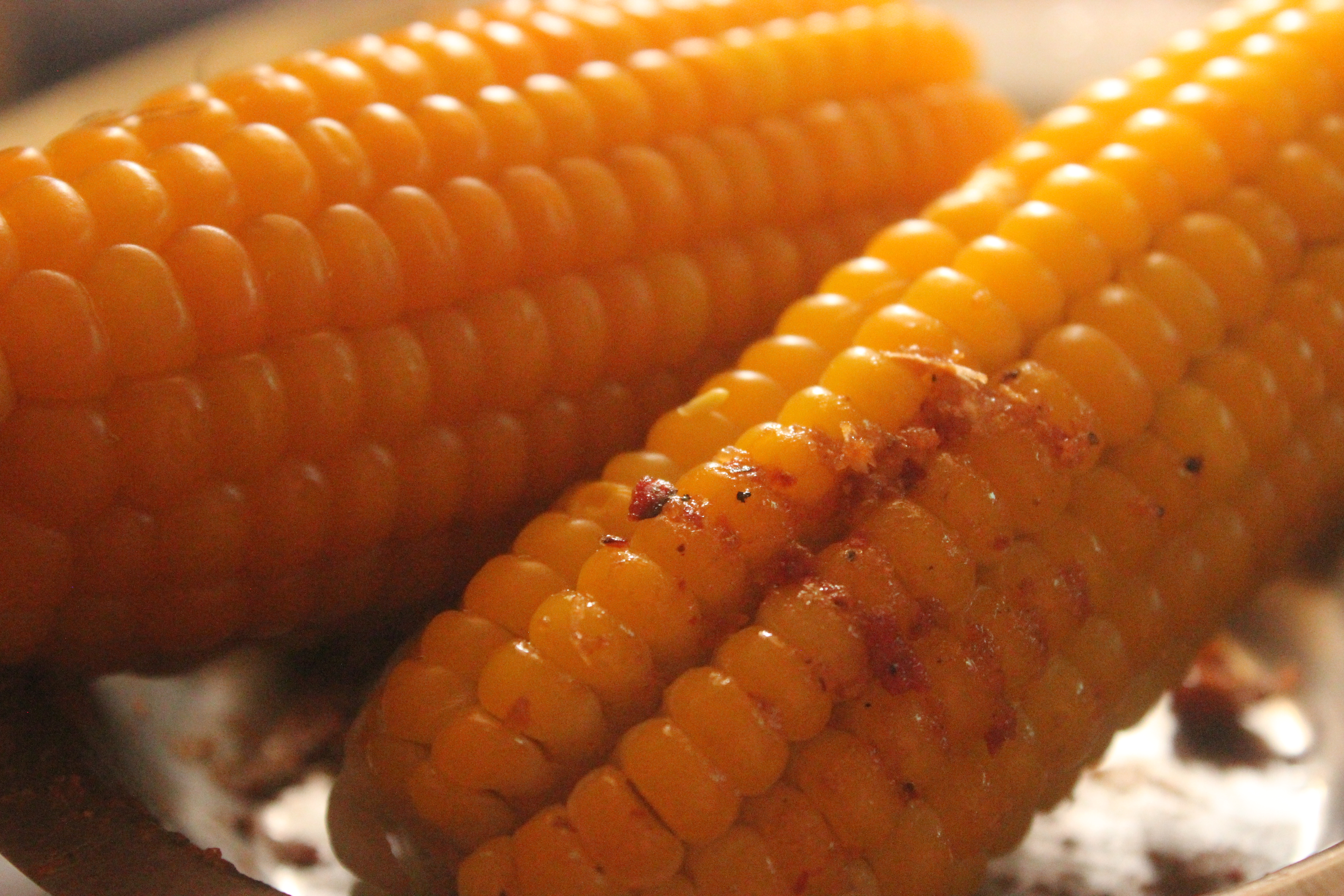
ذرت آب پز شده با ترشی چیلی
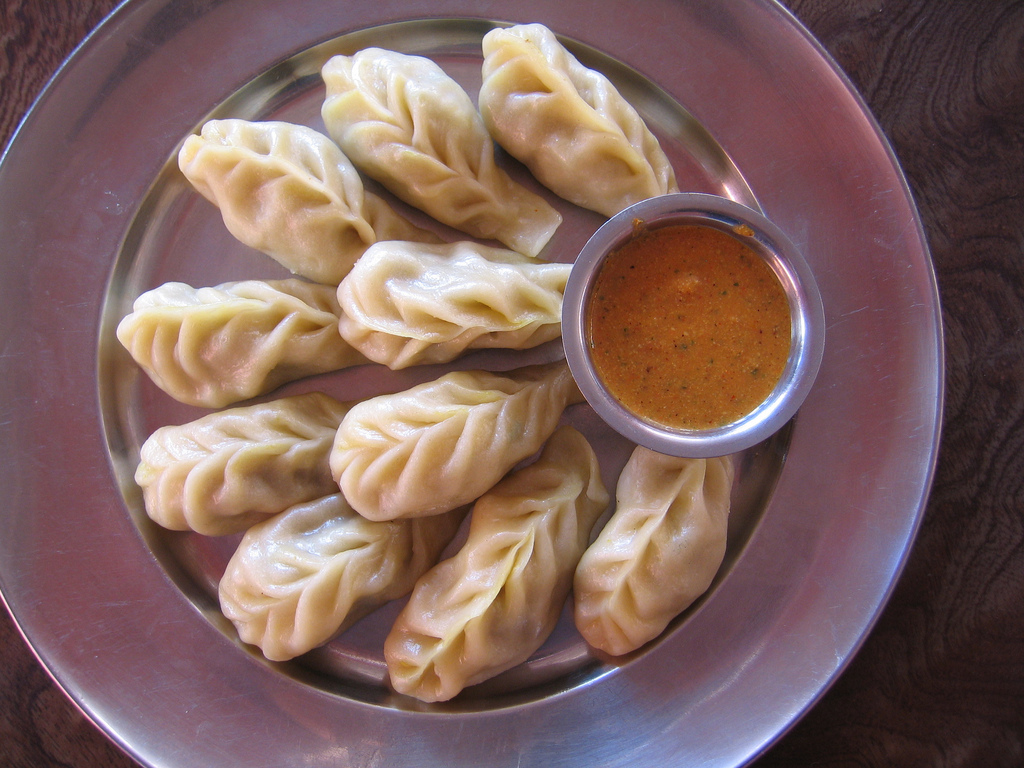
مومو